# Königsberger Dom

kirchliche Verwaltungseinheit
  
Der Königsberger Dom (russisch Кёнигсбергский собор, wissenschaftliche Transliteration Kënigsbergskij sobor) im heutigen Kaliningrad (bis 1946 Königsberg) ist ein Baudenkmal der Backsteingotik. Der Dom auf der Kneiphof-Insel war und ist wieder das bedeutendste historische Bauwerk der im Zweiten Weltkrieg stark zerstörten Stadt.

## Bedeutung

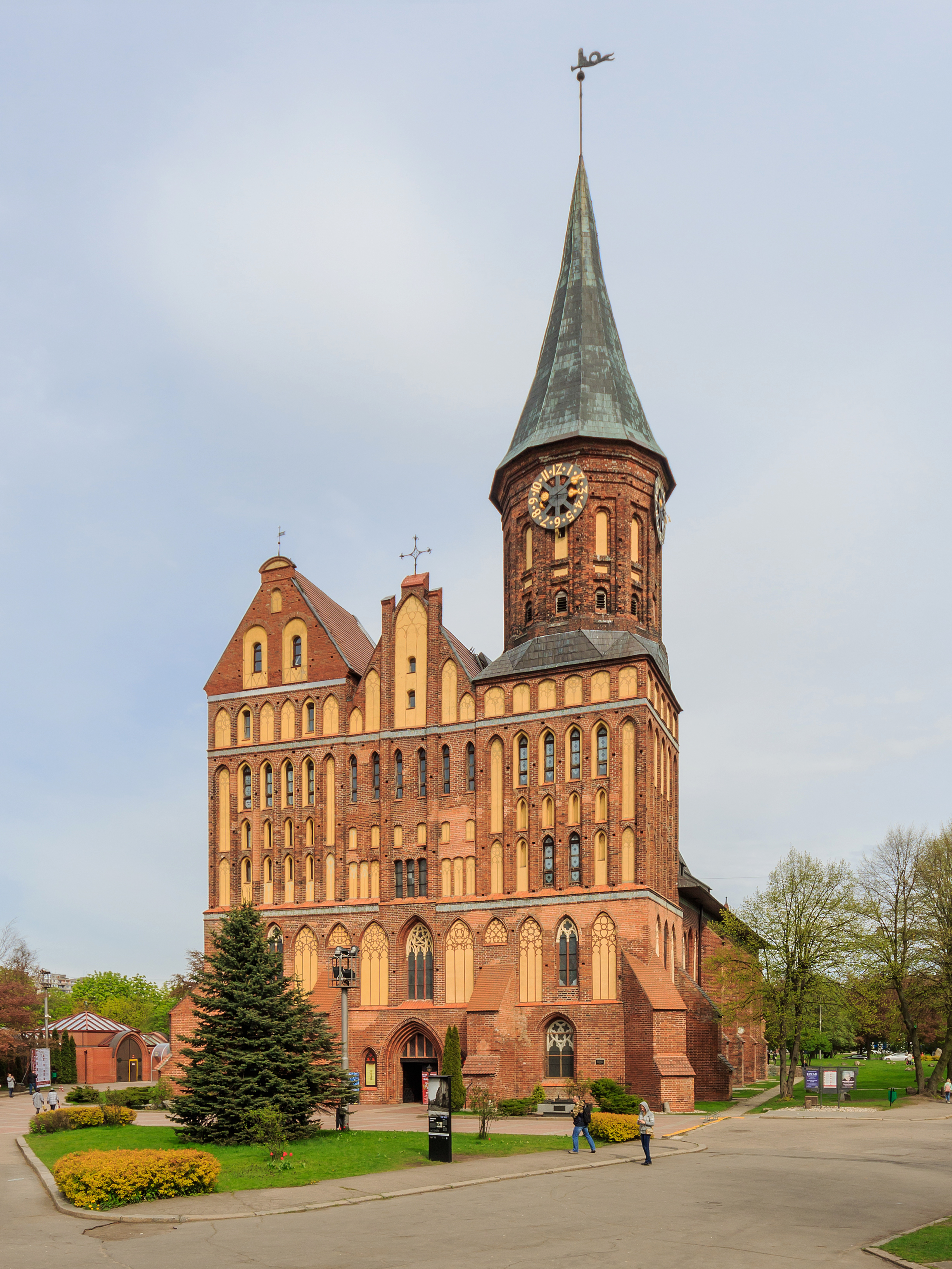
Westfassade (2017)

Der Dom ist die ehemalige Bischofskirche des Bistums Samland, das nicht zum Deutschordensstaat gehörte. Mit der Gründung der Albertus-Universität (1544) wurde er zur Universitätskirche, zu deren Gemeinde alle Studenten und Professoren der Albertus-Universität gehörten.

Erst als Altstadt, Kneiphof und Löbenicht 1724 vereinigt wurden, gehörte der Dom formal zur Stadt „Königsberg“. Auf dem Gebiet der mittelalterlichen Städte ist kein anderes Gebäude aus der Ordenszeit oder späteren Epochen erhalten, denn im Zweiten Weltkrieg zerstörten bei den Luftangriffen auf Königsberg im August 1944 die Brandbomben der Royal Air Force und die Schlacht um Königsberg im April 1945 den größten Teil der Bebauung. Unter sowjetischer Herrschaft wurden die Ruinen abgetragen und zum Teil überbaut. Für Immanuel Kant wurde 1924 ein Kenotaph aus Rochlitzer Porphyr am Dom (von Friedrich Lahrs) errichtet, der bis heute besteht. 

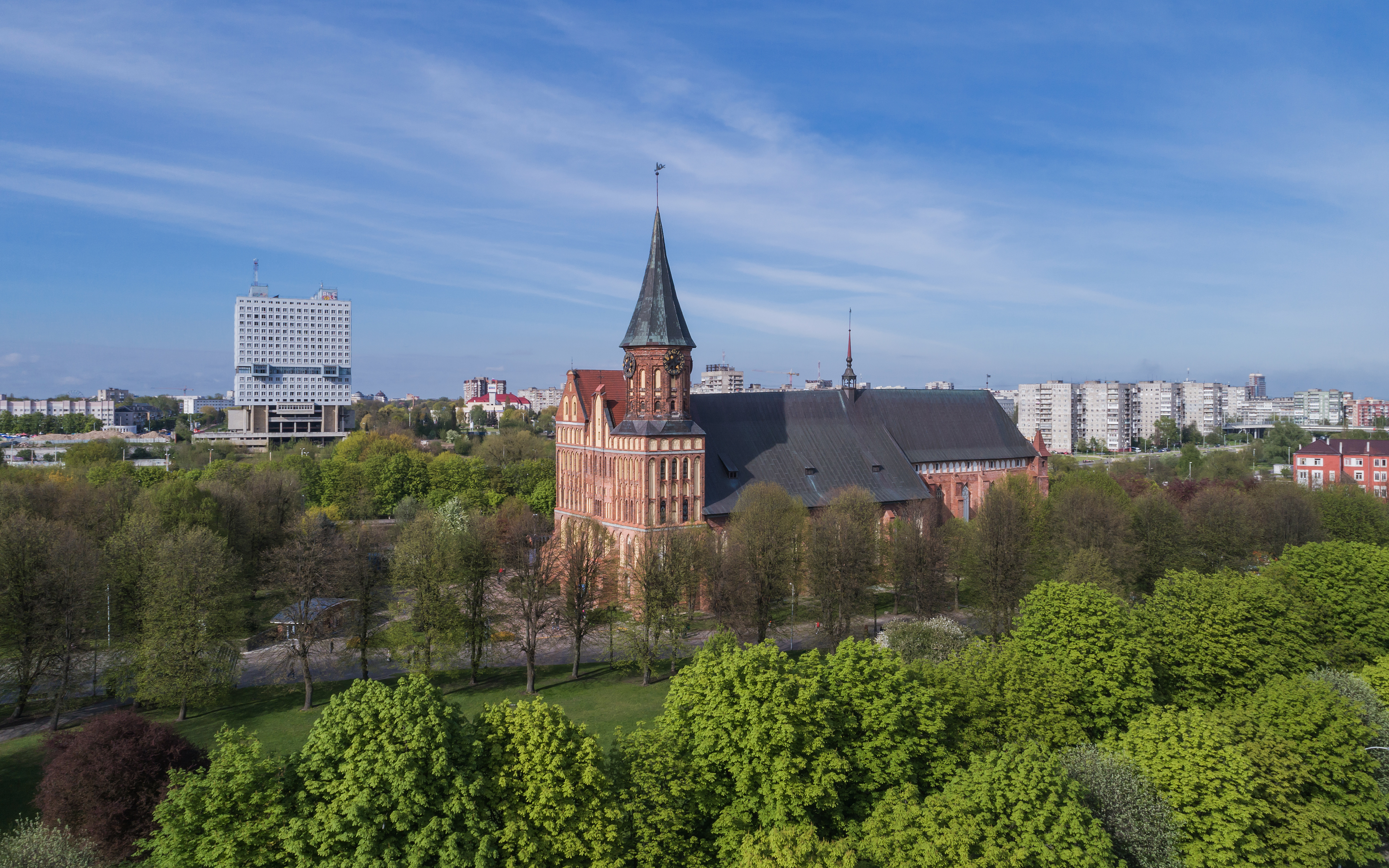
Luftaufnahme (2017)

Das weltliche Machtzentrum war die Altstadt. Ihre Hauptkirche war die Schlosskirche, die auch Krönungsstätte der Könige Friedrich I. und Wilhelm I. war.

## Maße
Vor dem Zweiten Weltkrieg hatte der Dom folgende Ausmaße:
- Länge: 88,5 m
- Höhe des Südturms bis zur Spitze: 50,75 m
- Höhe des Hauptschiffes: 32,14 m

## Geschichte

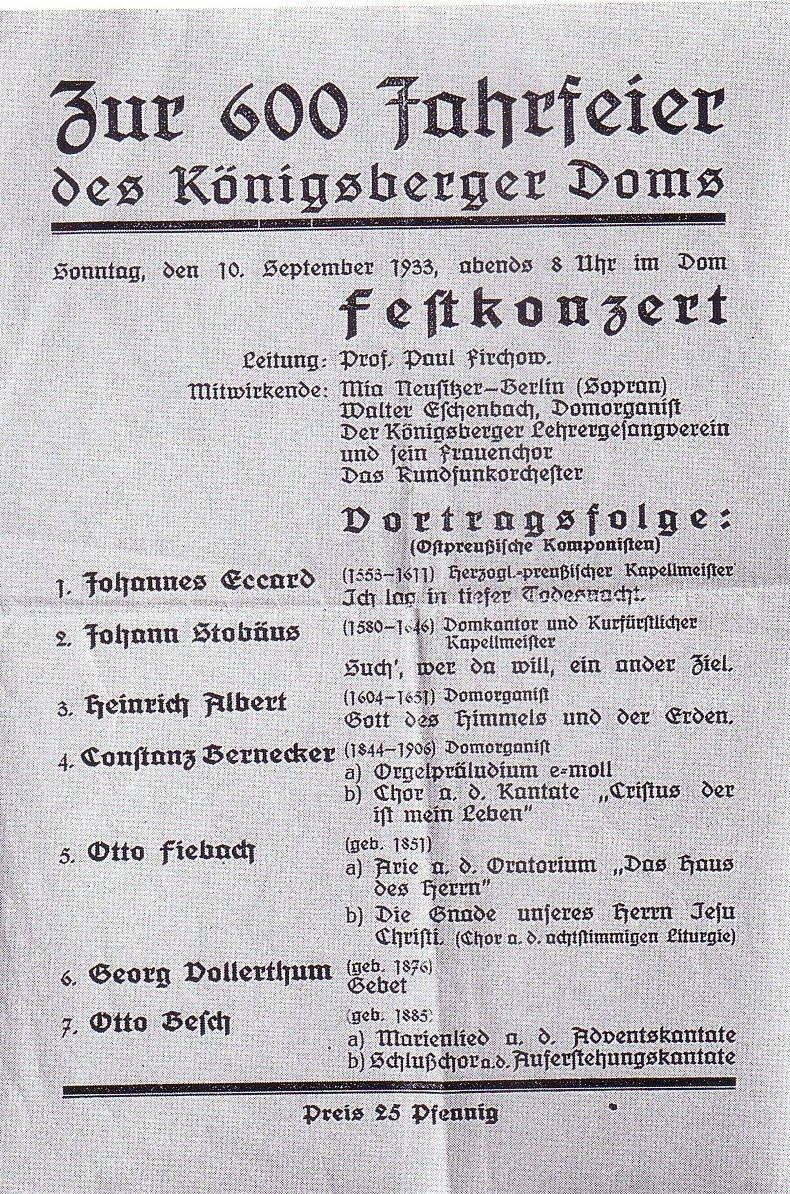
Konzert zur 600-Jahr-Feier (1933)

Der Vorgänger des Doms, eine kleine Kathedrale, war im Südosten der Altstadt von Königsberg zwischen 1297 und 1302 erbaut worden. Der samländische Bischof Johann Clare fand die Kirche zu klein und bestand auf dem Bau einer neuen Kathedrale.

### Baugrund und Vorbereitungen
Im Jahre 1327 überließ der Hochmeister des Deutschen Ordens Werner von Orseln ein Grundstück am Ostende der Pregelinsel Kneiphof für den Bau des Doms. Der Boden auf der Insel war sumpfig, und so mussten die Dombauer zuerst Hunderte von Eichenpfählen in die Erde rammen, bevor sie mit dem eigentlichen Bau anfangen konnten. Der alte Dom in der Altstadt wurde abgetragen; man verwendete die Baumaterialien für den Bau des neuen Doms auf der Insel. Eigens für den Materialtransport wurde in die Stadtmauer der Altstadt ein neues Tor, das Domtor, eingebaut und eine Brücke, die Dombrücke, erbaut. Diese Brücke wurde nach dem Ende des Dombaus wieder abgerissen, das Tor blieb jedoch weitere sechs Jahrhunderte bestehen.

### Errichtung
Um das Jahr 1330 (genaues Datum ist nicht bekannt) begann der Bau an der neuen Stelle, zuerst als Wehrkirche mit dicken Wänden, Wehrgang und anderen Verteidigungseinrichtungen. Der Deutsche Orden ließ aber nicht zu, dass ganz in der Nähe der Ordensburg eine Festung entstünde, und stoppte den Bau. Am 13. September 1333 unterschrieb der Bischof einen Vertrag zwischen Orden und Kirche, mit dem der Bau des Domes, jetzt nur reines Kultgebäude ohne Wehrfunktionen, fortgesetzt werden konnte. Dieses Datum betrachtet man als Baubeginn des Königsberger Domes.
Gleichzeitig mit dem Bau des Domes wurde auch eine Domschule auf der Flussinsel Kneiphof gegründet, die bereits in den frühen Baujahren Bedeutung erlangte.
Nach der relativ kurzen Zeit von 50 Jahren war der Dom im Jahre 1380 weitgehend vollendet. Arbeiten an den Innenfresken dauerten noch bis zum Ende des 14. Jahrhunderts.

### Erste Gestalt des Bauwerks
Der der Heiligen Maria und dem Heiligen Adalbert geweihte Dom im Stil der Backsteingotik bestand aus dem langgestreckten rechteckigen Priester- und Ritterchor und einer durch eine Glaswand abgetrennten, dreischiffigen Laienkirche mit flacher Holzdecke und Turmvorbau.

### Umbau zur Hallenkirche
Um das Jahr 1440 wurde der Dom umgebaut und ist seitdem ein Hallenbau unter einem Dach. Die Kirchenschiffe sind völlig eingewölbt, das Mittelschiff mit zwölfteiligem Sterngewölbe, die Seitenschiffe mit dreikappigen Gewölben. An der Westfront erhoben sich zwei spitze Türme.

### Reformation in Preußen
Albrecht von Brandenburg-Ansbach, Hochmeister des Deutschen Ordens folgte Luthers Rat, legte 1522 sein Amt nieder und machte aus dem Ordensstaat das weltliche Herzogtum Preußen. Am 27. September 1523 hielt Johann Briesmann die erste lutherische Predigt im Königsberger Dom.

### Weitere Veränderungen bis 1944

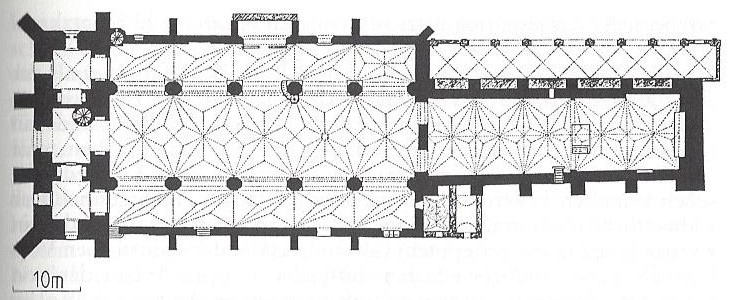
Grundriss

Ein Brand im Jahre 1544 zerstörte beide Türme. Der südliche Turm wurde mit einem spitzen zwölfeckigen Dach wieder aufgebaut, über den Resten des nördlichen Turms wurde ein einfaches Giebeldach eingerichtet. Im Jahre 1640 wurden im Südturm Uhren eingebaut. Im Jahre 1695 erhielt der Dom eine Orgel.
1833 wurde der Dom restauriert, 1888 erneuerte man auch die Orgel. Bei einer weiteren Restaurierung zwischen 1901 und 1907 erhielt die Westfassade – abgesehen von den Türmen – das frühere Aussehen aus dem 14. Jahrhundert.

Der Königsberger Dom in einer Illustration von 1844

Die Glasmaler Rudolf und Otto Linnemann aus Frankfurt am Main schufen zwischen 1901 und 1906 elf Fenster für den Dom. Dargestellt waren: Geburt Christi, Auferstehung, Flucht nach Ägypten, der zwölfjährige Jesus im Tempel, Taufe Jesu, Bergpredigt, Jesus und die Samariter, der Sturm auf dem Meer, die Tochter des Jairus, Christus am Ölberg, Kreuzigung, sowie acht Fenster mit Wappen. Skizzen, Kartons und alte Fotos befinden sich im Linnemann-Archiv in Frankfurt am Main. Das Fenster der Taufkapelle wurde durch die Königsberger Freimaurerlogen „Zum Todtenkopf und Phoenix“, „Zu den drei Kronen“ und „Immanuel“ gestiftet. Es enthält neben der Darstellung der Taufe Jesu auch freimaurerische Symbole.

### Zerstörung im Zweiten Weltkrieg

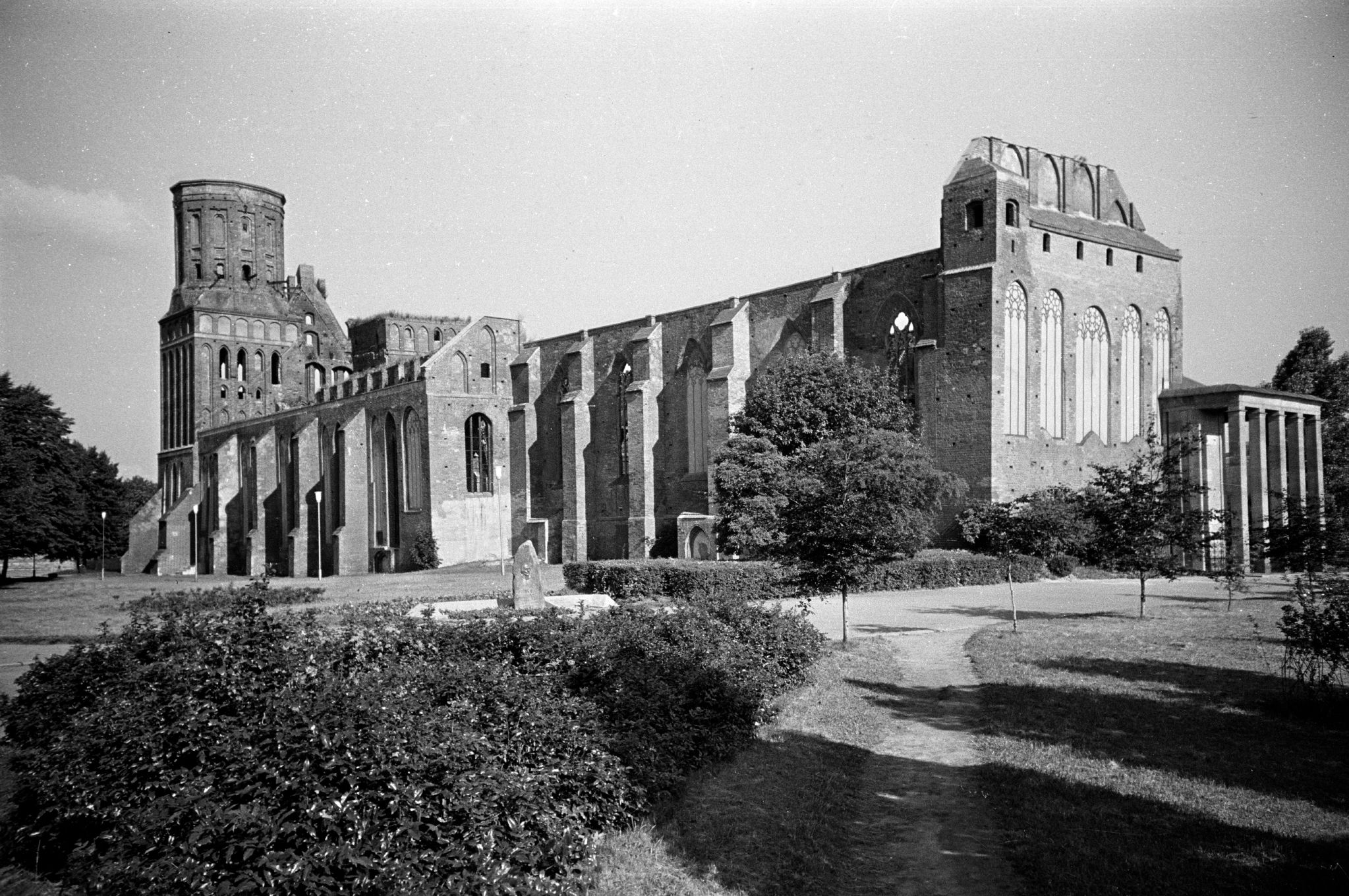
Ruine (1988)

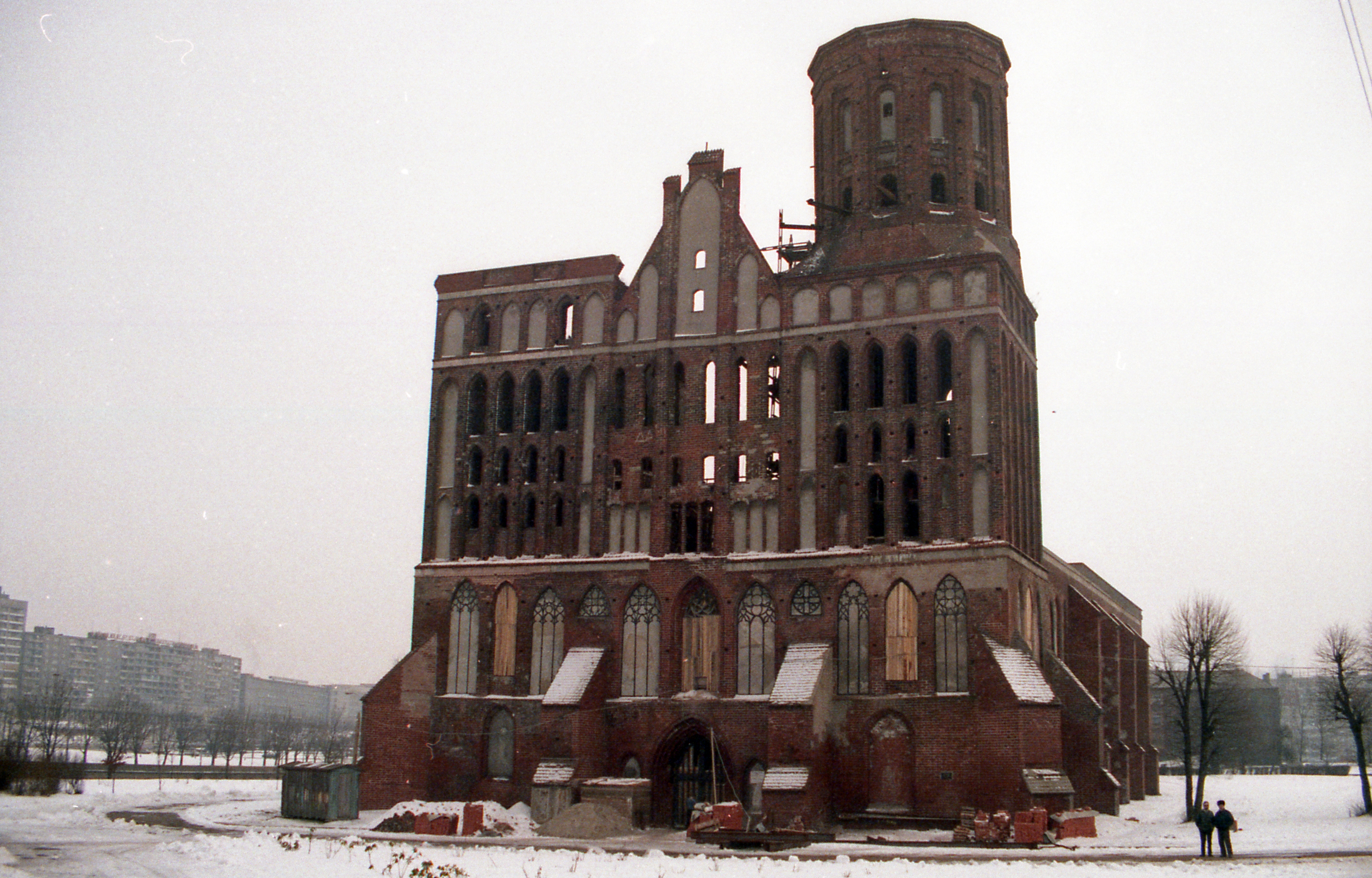
1993 am Beginn des Wiederaufbaus

Bei dem Luftangriff der Royal Air Force in der Nacht vom 29. auf den 30. August 1944 wurden die Dominsel, die weitere Innenstadt und angrenzende Bereiche unwiederbringlich zerstört. Die erste Luftattacke der Briten, zwei Nächte zuvor, hatte nördliche Stadtbezirke heimgesucht und Schäden in noch überschaubarem Umfang verursacht. Beim zweiten Angriff aber wurde der historische Kern Königsbergs zerstört.
Der etwas isoliert stehende Dom ist kein Ziel von Abwürfen gewesen. Dem Feuersturm aber, in dem das historische Königsberg versank, widerstand er nicht. Die Dachkonstruktion ging in Flammen auf, ein Teil der Gewölbe brach zusammen, Mauern stürzten ein. In einem Interview mit der Tochter des letzten Domorganisten Herbert Wilhelmi wurde festgehalten, dass es der Feuerwehr durch einen Befehl von Gauleiter Erich Koch verboten war, Löschversuche auf dem Kneiphof zu unternehmen. Die Brücken der Dominsel waren frühzeitig unpassierbar geworden, nur wenigen Bewohnern gelang eine Flucht auf Booten oder Kähnen, die noch intakt waren. Wer nicht mehr rechtzeitig fliehen konnte, verbrannte, erstickte oder wurde von herabstürzenden Mauerteilen erschlagen. Auch der Sprung in den Fluss brachte nur wenigen Rettung, die meisten der Erschöpften gingen im Pregel unter.
In der ebenerdigen Turmstube des Doms, im südlichen Teil des Westwerks, dem ehemaligen Konfirmandenzimmer, überlebte eine Gruppe Königsberger die Katastrophennacht, während draußen, auch in den Hallen der Kirche, ein großes Sterben anhub. Im Jahr 1992 wurde bei Aufräumarbeiten im Zuge des Wiederaufbaus in eben dieser Turmstube ein Massengrab entdeckt. Unter Schutt und Geröll fanden sich die menschlichen Überreste hunderter Opfer, überwiegend die Gebeine von Kindern. Gemeinhin wurden (und werden) sie den Toten der Bombennacht zugerechnet. Nachforschungen eines Zeugen, der die Katastrophennacht in der Turmstube überlebt hat, stellen diese These nachhaltig infrage. Zahlreiche Indizien legen nahe, dass die Toten der Turmstube keine Opfer der Bombennacht vom August 1944 gewesen sind, sondern eher in Zusammenhang mit den Vorgängen im Januar 1945 stehen, als das herrschende Regime die ostpreußischen Außenlager des KZ Stutthof auflöste und deren Insassen auf den Todesmarsch nach Palmnicken schickte. Ein steinernes Kreuz außen an der Südflanke des Langhauses bezeichnet heute die Stelle, an der die 1992 entdeckten Toten ihr zweites Grab gefunden haben. In der Folge des Luftangriffs verbrannte die gesamte Inneneinrichtung und der im Dom gebliebene Teil (Dubletten) der Wallenrodtschen Bibliothek. Die Grablege von Georg Wilhelm von Brandenburg ging verloren. An der Ostwand des Hohen Chors blieben Teile des Grabdenkmals für Herzog Albrecht erhalten. Die Reste des Grabmals der Markgräfin Elisabeth wurden ebenso wie das Epitaph der Herzogin Dorothea (Preußen) erst im Zuge früherer Restaurierungsarbeiten vernichtet. An der Südwand finden sich dagegen noch die Epitaphien von Herzogin Anna Maria von Braunschweig-Calenberg-Göttingen, der zweiten Frau Herzog Albrechts. Im Eingangsbereich liegt die Grabplatte des Hochmeisters Luther von Braunschweig, des Erbauers des Doms. Von seinem Grabmal mit einer geschnitzten Plastik des Verstorbenen sind noch Fragmente der steinernen Grabtafel mit Teilen der Inschrift im Dom erhalten. In den Museumsräumen des Turms werden zahlreiche originale Steine und Bodenfundstücke ausgestellt.

### Sowjetzeit
Nach Kriegsende wurde der nördliche Teil Ostpreußens Teil der Sowjetunion. Für eine Restaurierung der Domruine sowie anderer historischer Gebäude hatte die Regierung weder Mittel noch Interesse. Vorkriegsbauten, die als „Symbole des preußischen Militarismus und Faschismus“ und „Schandmale der neuen sozialistischen Stadt“ galten, wurden abgerissen. Die Domruine wurde jedoch geduldet: Wegen des Kant-Grabmals außen an der Nordwestecke des Chorbaus traute sich die neue Stadtregierung nicht, die Ruine zu sprengen. Im Jahre 1960 bekam der Dom den Status eines Kulturdenkmals, es gab jedoch lange Zeit keine Bestrebungen, den Verfall zu stoppen und die Kirche oder das Grabmal Kants zu restaurieren. In den Jahren 1976 und 1982 erfolgten Konservierungsversuche, deren Nutzen jedoch umstritten ist.

### Restaurierung 1992–1998

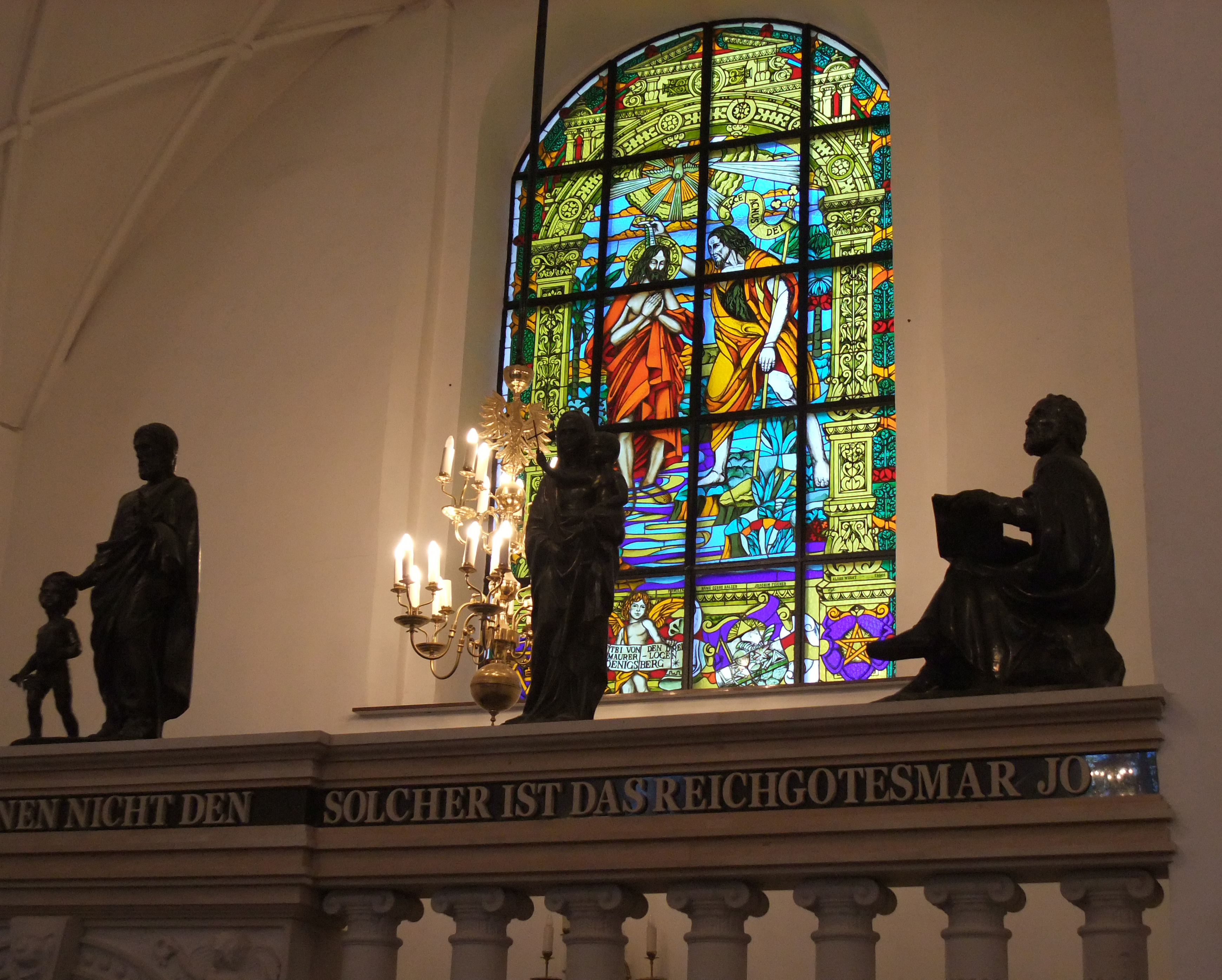
Restauriertes Kirchenfenster der Taufkapelle

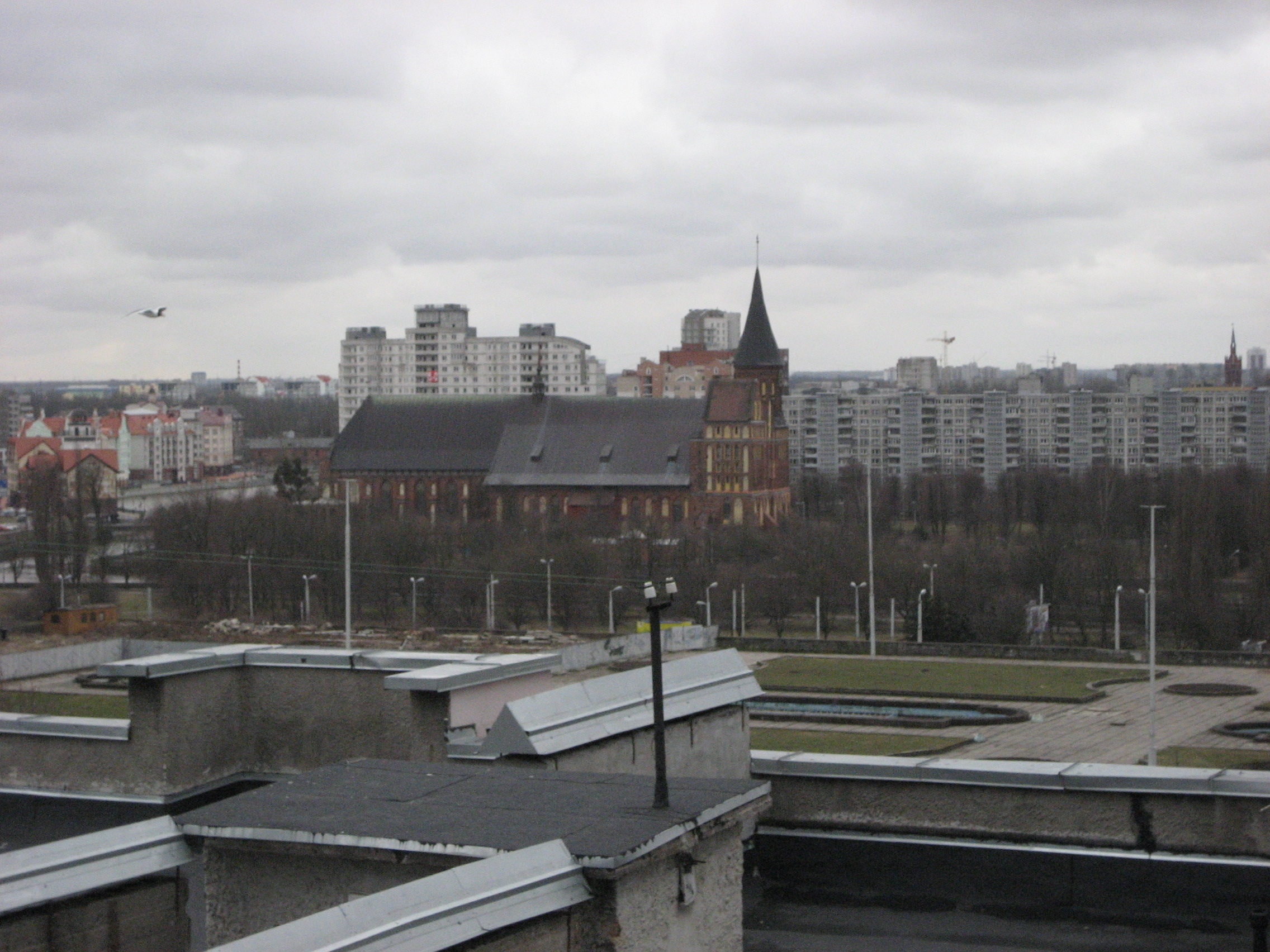
Neue Umgebung (2009)

Mit der Perestroika wurden Diskussionen über die Zukunft des Königsberger Doms wiederbelebt.
Seit 1992 restauriert Igor Alexandrowitsch Odinzow mit seiner Firma Kafedralnyj Sobor (Die Kathedrale) den Dom. Die Projektleitung kooperiert eng mit dem Zentrum für Handwerk und Denkmalpflege in Fulda, das große Erfahrungen bei der Restaurierung europäischer Bauten hat.
An der Finanzierung der Arbeiten sind folgende Organisationen beteiligt:
- Regierung der Russischen Föderation
- Zeit-Stiftung
- Förderkreis zur Wiedererrichtung des Königsberger Domes:
  - Stiftung Königsberg
  - Stadtgemeinschaft Königsberg
  - Gemeinschaft evangelischer Ostpreußen
  - Landsmannschaft Ostpreußen

Nach Untersuchung der Ruine, Auftreiben alter Baupläne, Fotografien und Zeichnungen des Doms wurde 1993 mit Konservierungsarbeiten begonnen. 1994 begann die Restaurierung der Türme: der Nordturm wurde durch Betondecken und -gurte verstärkt; beim Anbringen des Dachgerüsts am Südturm halfen Hubschrauber der Baltischen Flotte. 1995 wurden am Turm eine funkgesteuerte Uhr und vier Glocken angebracht. Die Glocken schlagen zu jeder vollen Stunde das Eingangsmotiv von Ludwig van Beethovens Fünfter Sinfonie. 1995 und 1996 wurden das Epitaph und das Grabmal Immanuel Kants restauriert. Arbeiten am Dach liefen zwischen 1996 und 1998. Um Gewicht zu sparen, wurde Kupferblech statt Dachziegeln verwendet.
Kritiker werfen den Restauratoren des Domes vielfach unsachgemäße Arbeit vor. So wird vor allem das Einbringen von Beton in die Backsteinziegelmauern als langfristig schädlich für das Gebäude angesehen. Der erheblich dichtere Beton wird auf dem bekanntermaßen nachgiebigen Untergrund für neue Absetzungen der so ausgefüllten Mauern sorgen, die Risse zur Folge haben werden. Entsprechende schlechte Erfahrungen liegen aus Restaurierungen in Deutschland vor. Der Bau des Domes auf dem sumpfigen Grund war insofern ein Kunstwerk, als dass man damals die Mauern langsam und gleichmäßig so aufbauen musste, dass sich das werdende Gebäude gleichmäßig setzen konnte, ohne zu zerreißen.
1998 wurden im Nordturm zwei weitere Glocken eingehängt. Im Oktober 1998 wurde der Dom wiedereröffnet.

### Heutige Nutzung

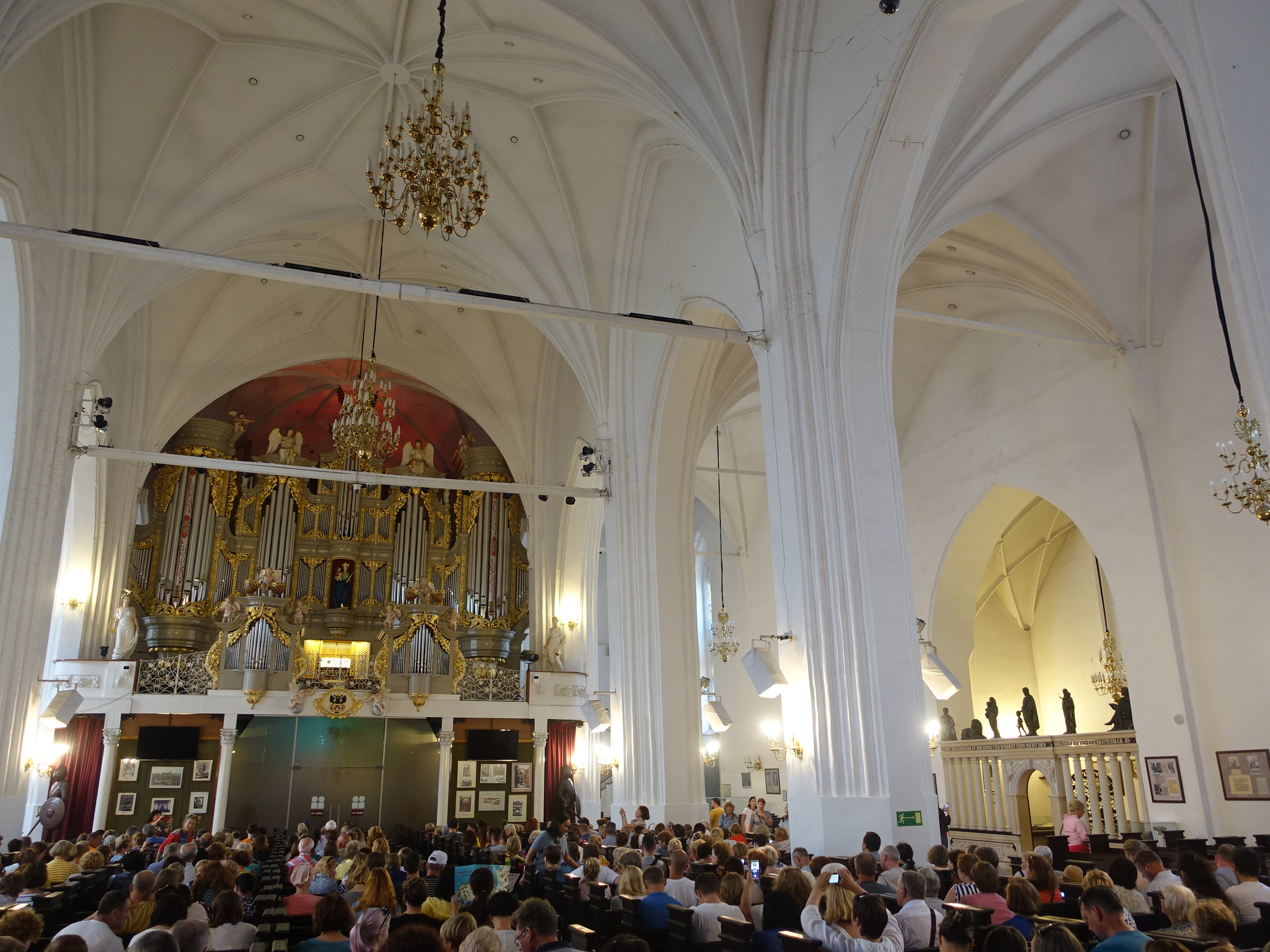
Konzert im Dom (2019)

Der Dom wurde als kulturell-religiöses Zentrum restauriert. In dem weitgehend wiederhergestellten Dom befinden sich eine evangelische und eine orthodoxe Kapelle, Taufkapelle, Dommuseum, Kantmuseum, Stadtmuseum und Räume der Wallenrodtschen Bibliothek. Im Dom werden regelmäßig Gottesdienste abgehalten. Am 7. Mai 1995 fand der erste ökumenische Gottesdienst mit Beteiligung der drei Konfessionen statt. Zudem will die Dombaufirma „Kafedralny Sobor“ den Dom als (internationale) Konzertadresse bekannt machen: Seit dem Wiederaufbau wurde zahlreich klassische und religiöse Musik gespielt. Zudem wurde das MDR-Sinfonieorchester eingeladen, am 23. Januar 2010 als erstes internationales Orchester im wiederaufgebauten Dom ein Konzert zu geben. Der Auftritt der deutschen Musiker gilt als weiterer Akt der Annäherung zwischen den Kaliningradern und ihren deutschen Wurzeln.
Der Moskauer Patriarch Kyrill I. bat im April 2009 den Ministerpräsidenten Putin um seine Unterstützung für eine Unterstellung auch des Königsberger Doms unter die Russisch-Orthodoxe Kirche. Vorher hatte die orthodoxe Diözese von Königsberg an die dortige Verwaltung den Antrag auf Inbesitznahme des Doms einschließlich Grundstück und Nebengebäuden gestellt, „um ihn seiner zweckgemäßen Nutzung zuzuführen“.

### Weitere Restaurierung
Der Dom ist nach fast 20-jähriger Arbeit fast wiederhergestellt. Folgende Maßnahmen wurden durchgeführt:
- 1998 begann die langwierige Außensanierung, die mittlerweile abgeschlossen ist.
- Ab dem Jahr 2000 wurden das Rippengewölbe und die Fenster erfolgreich erneuert.
- 2008 wurde die Rekonstruktion der Taufkapelle von 1596 abgeschlossen.
- Nach dreijährigen Arbeiten ist die Grabtafel von Anna und Bogusław Radziwiłł an der Nordmauer 2009 wiedererstanden. Als Statthalter des Großen Kurfürsten hatte der litauische Fürst Radziwill viel zur Anerkennung der Reformierten Gemeinde in Königsberg beigetragen (Königsberger Express, März 2009).
- Derzeit (2014) wird die marmorne Gedenktafel für Markgraf Albrecht I. von Brandenburg-Ansbach restauriert, der in der Krypta begraben wurde. Die Wiederherstellung der Epitaphe seiner beiden Ehefrauen ist bereits vollendet. Es ist geplant, dass auch die Krypta der Öffentlichkeit zugänglich gemacht wird.[8]

## Besondere Räumlichkeiten und Ausstattung

### Fürstengruft

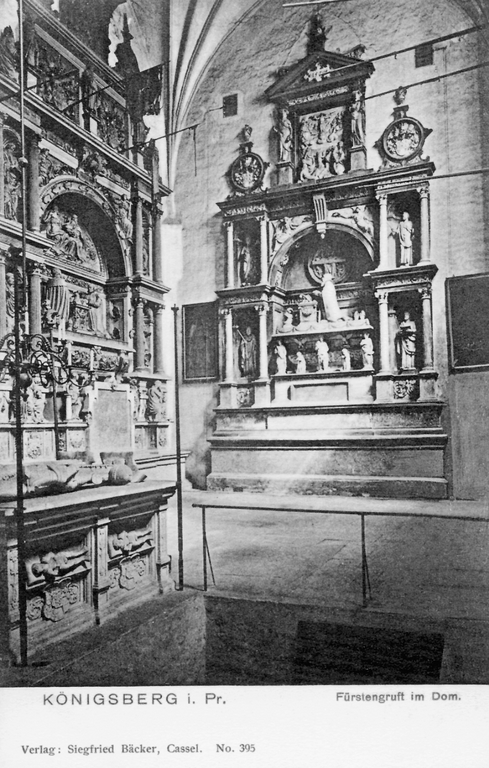
Fürstengruft (zerstört 1944/1945)

Herzog Albrecht mit seinen Verwandten sowie Hochmeister des Deutschen Ordens, Bischöfe und andere Adelige sind unter dem Dom, in der Fürstengruft, begraben, darunter:
- Heinrich Reuß von Plauen († 1470)
- Albrecht von Brandenburg-Ansbach († 1568)
- Georg Wilhelm von Brandenburg († 1640)
  - mit der Grablege von Georg Wilhelm von Brandenburg
- Luise Juliana von Oranien, Kurfürstin von der Pfalz († 1644)

### Altäre
Der Dom hatte mehrere Altäre. Sehenswert war seinerzeit der Hochaltar (Triptychon) mit 4 Gemälden („Sündenfall“, „Taufe des Hl. Johannes“, „Abendmahl“ und „Kreuzigung“) von Anton Möller (genannt der „Maler von Danzig“), 1563–1611; sie galten als die schönsten Bilder in diesem Gotteshaus.

### Epitaphe
Im Dom gab es viele solcher Grab-Gedenkmäler, die zum Teil mit wertvollen Gemälden ausgestattet waren, so u. a. die Epitaphien von: Herzogin Dorothea; Markgräfin Elisabeth, Herzogin Anna Maria (zweite Frau von Herzog Albrecht); Eheleute Wilhelm und Katharina Plato (Gemälde „Jüngstes Gericht“ von Anton Möller, 1563–1611); Joachim Mörlin, Bischof vom Samland, † 23. Mai 1571; Georg von Pudewels (Gemälde „Jüngstes Gericht“ und „Familie P.“ im Sockel, 1604, von Anton Möller); Freiherr A. v. Kittlitz (Gemälde „Himmelfahrt Christi“ und „Familie v. K.“ mit zahlreichen Familienmitgliedern, 1604, von Anton Möller); Wolff von Wernsdorff (Gemälde „Allergorie des Kampfes des christlichen Tugendritters mit den Todsünden“, 1606, von Anton Möller) und von Christoph Heilsberg (Gemälde „Jüngstes Gericht“, 1600, von Anton Möller).

### Treppentürmchen

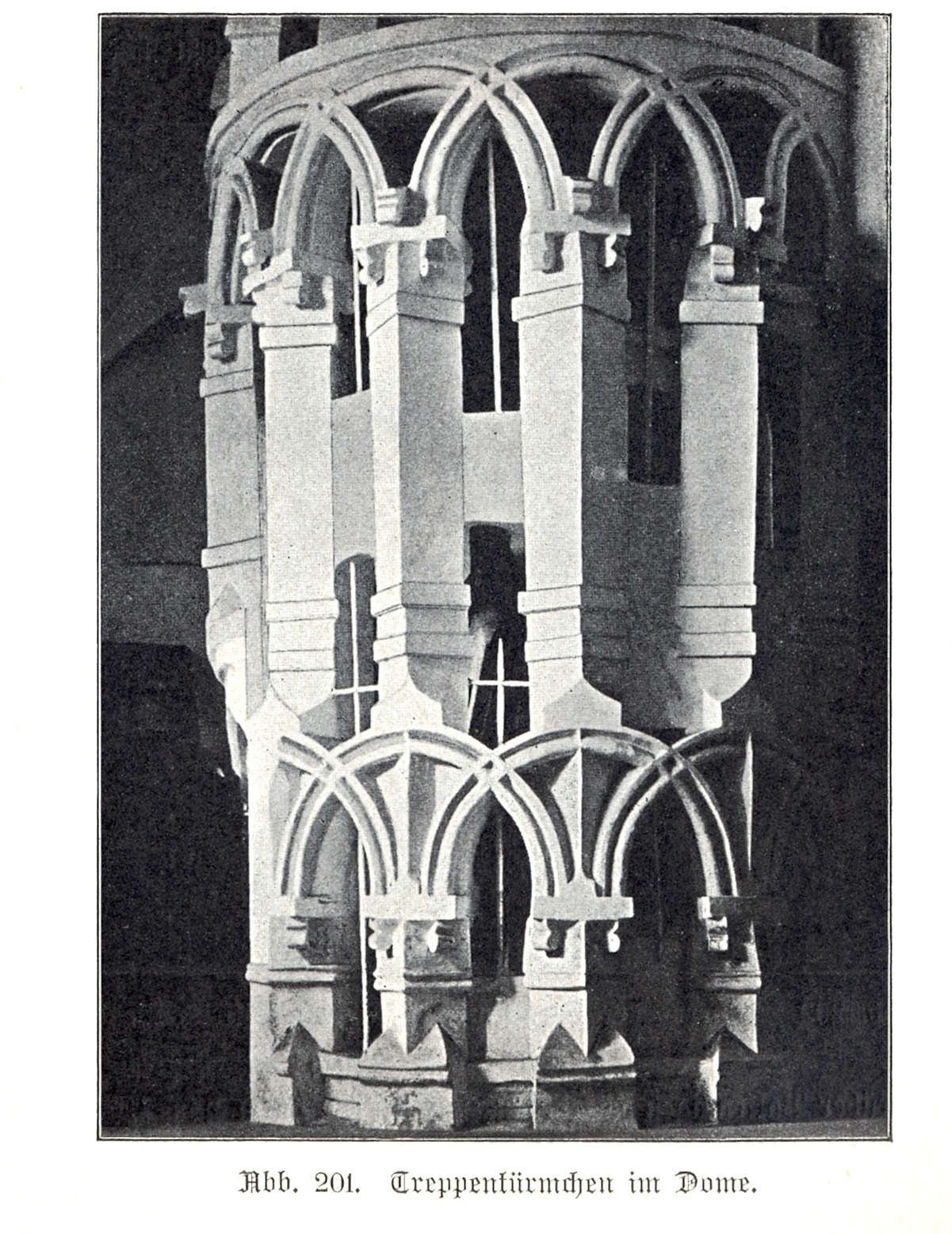
Königsberg, Kneiphöfischer Dom, Treppentürmchen

In der Vorhalle befand sich ein zur Seite offenes Treppentürmchen, das inzwischen verglast wieder aufgebaut wurde und heute den Aufgang zum Museum darstellt. Der Baukörper entstand August Rudolf Gebser und Ernst August Hagen zufolge in der Zeit des Staatsgründers Herzogs Albrecht von Preußen.

### Professorengewölbe
Bald wurde beim Dom das Collegium Albertinum gebaut, das Universitätsgebäude an der Nordostecke der Kneiphofinsel. An die Außenmauern des Kirchenschiffs war auf beiden Seiten ein arkadenförmiger Dachüberstand angebaut. Unter diesem sogenannten Professorengewölbe bestattete man die Professoren. Kant wurde an der Nordostecke bestattet und mehrfach umgebettet.

### Wallenrodtsche Bibliothek
Johann Ernst von Wallenrodt brachte die von seinem Vater gestiftete Bibliothek 1650 im Südturm des Domes unter. 1673 wurde sie der Öffentlichkeit zugänglich gemacht. E.T.A. Hoffmann besuchte sie oft.

### Orgeln und Musikinstrumente

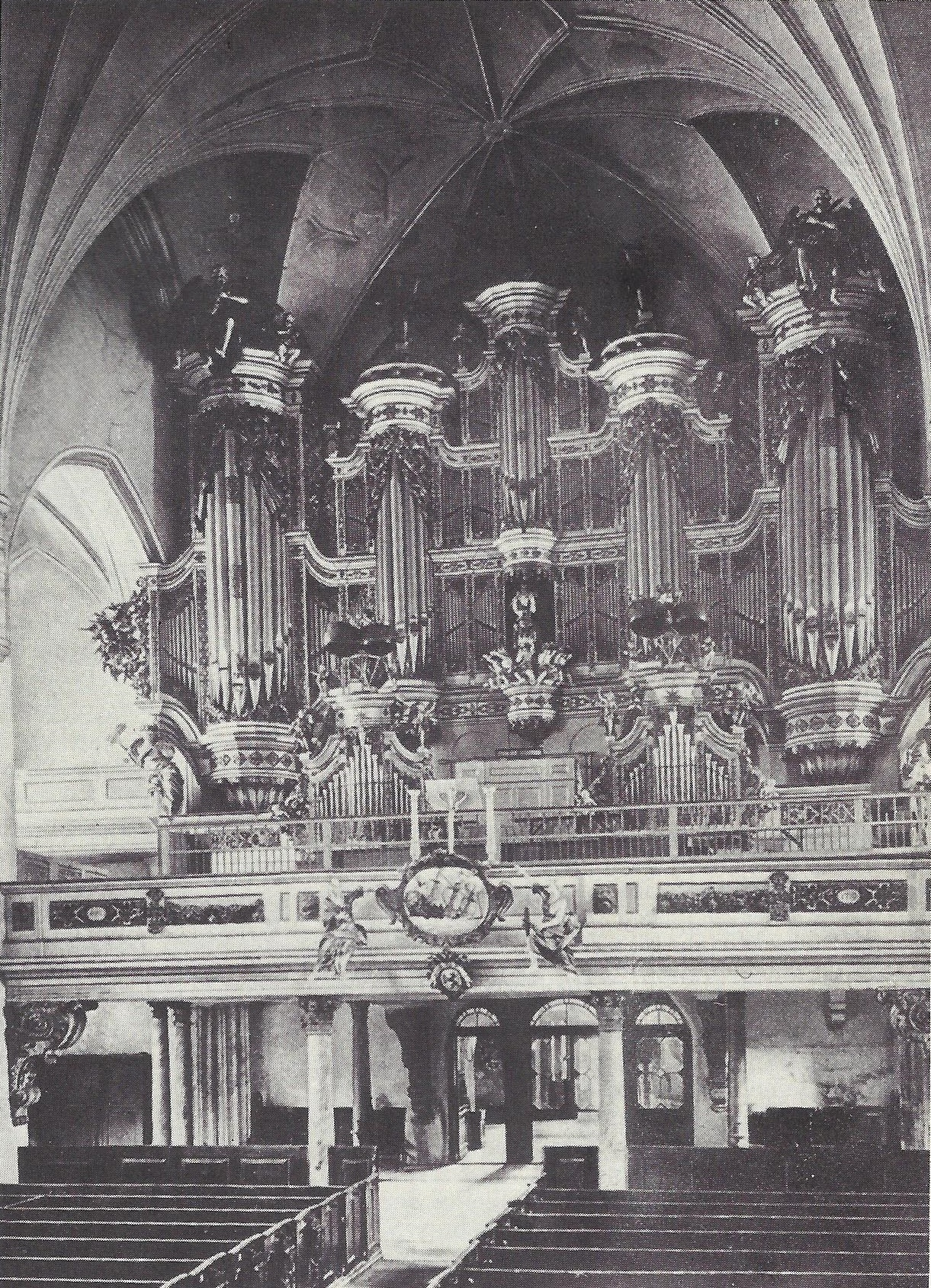
Orgel vor 1944

Der Dom verfügt über zwei Orgeln. Auf der der Westempore befindet sich die Hauptorgel (IV+P/90), die 2007 hinter dem historischen Gehäuse neu errichtet wurde. Auf einer Seitenempore befindet sich die Chororgel (II+P/32), die 2006 (von Schuke, Potsdam) gebaut wurde. Zur heutigen Ausstattung des Domes gehören weiterhin ein Klavichord von 1863, ein Klavier von G. Wolkenhauer (Stettin) und ein weiteres von C. Tredt (Berlin), beide 19. Jahrhundert.

### Geläut

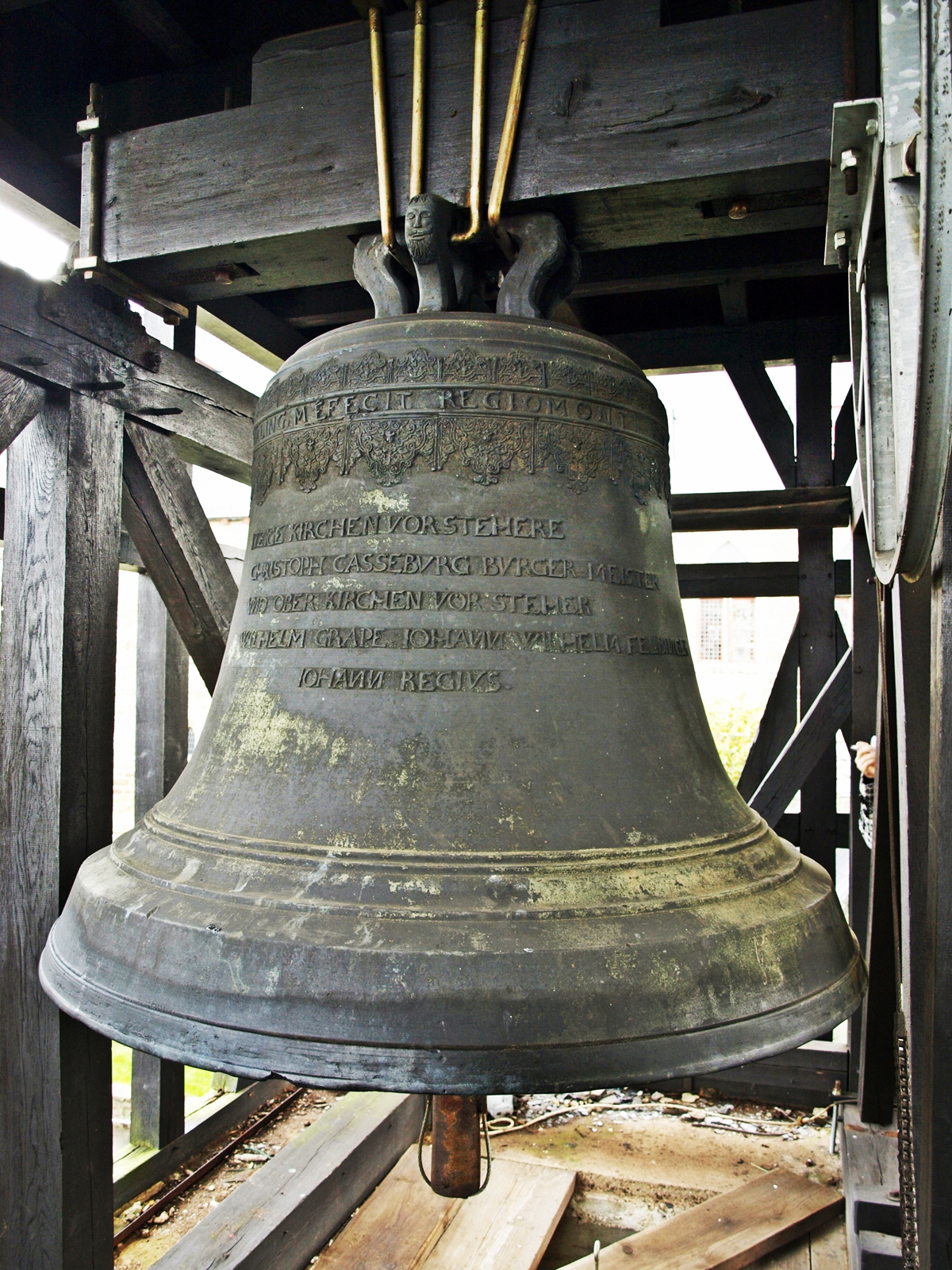
Silberglocke in Schloss Burg

Bekannt war die 1200 kg schwere alte Silberglocke (Schlagton: es1); benannt wegen ihres silberhellen Klanges. Sie wurde 1736 von Andreas Dorling in Königsberg gegossen und befand sich im Südturm des Doms. Seit 1951 hängt sie (mit zwei Glocken aus Breslau) vor der Gedenkstätte des Deutschen Ostens, die im Batterieturm von Schloss Burg untergebracht ist.
Die alte Stundenglocke des Doms war 100 kg schwer und wurde von Professor Carl Stange 1952 auf einem Hamburger Glockenfriedhof gefunden. Er vermittelte sie an die Kirche des ehemaligen Benediktinerklosters Bursfelde an der Weser im Landkreis Göttingen, wo sie jetzt läutet. Die Glocke trägt die Inschrift D ET Joh An Do MCCCCLXX G da / Jochim GryTTE – wurde also 1470 gegossen, und zwar in Danzig.
Eine dritte der fünf Glocken des Königsberger Doms hat überlebt: eine 75 kg schwere und 1680 gegossene Glocke, die sich jetzt in St. Georg in Westerwanna bei Cuxhaven befindet. Verloren gegangen ist dagegen die 1492 gegossene große Marienglocke aus dem Nordturm, die größte seinerzeit in Ostpreußen überhaupt, sowie die kleine Goldglocke aus dem Südturm, die die Gottesdienste einläutete.
Im November 1995 konnten die neuen Glocken installiert werden. Drei der ehemals vier Glocken im Südturm sind im Original in Westdeutschland vorhanden. Es gelang jedoch, den Glockenklang dem in Musikarchiven festgehaltenen Klang der alten Glocken weitgehend anzugleichen.
Die Glocken 3 und 4 sind freischwingend läutbar; die zwei großen hingegen werden nur durch einen Hammer angeschlagen. Die Glocken schlagen jede Viertelstunde, zur vollen Stunde erklingen zuerst die ersten Töne von Beethovens 5. Sinfonie, danach schlägt Glocke 1 die Zahl der Stunden. Die drittgrößte Glocke wurde in Deutschland gegossen. Sie trägt im Gussrelief das alte Königsberger Siegel und das Wappen des Kneiphofs, darunter umlaufend die Inschrift: „Gegossen in Kaliningrad vorm. Königsberg A.D. 1995.“ gefolgt von den Namen der größten Spender. Die kleinste Glocke ist namenlos und trägt keine Symbole.
| Nr. | Name             | Gussjahr | Gewicht (kg) | Nominal |
| --- | ---------------- | -------- | ------------ | ------- |
| 1   | Alexander Newski | 1995     | 1850         | cis1    |
| 2   |                  | 1995     | 745          | fis1    |
| 3   |                  | 1995     | 450          | a1      |
| 4   | Kinderglocke     | 1995     | 255          | cis2    |

## Pfarrer von der Reformation bis 1945
Von 1523 bis 1944 war der Dom die Universitätskirche, zu deren Gemeinde alle Studenten und Professoren der Albertus-Universität gehörten. Zum Dom gehörten zwei Gemeinden mit jeweils einem Domprediger. Der letzte verbliebene Pfarrer bis zur Zerstörung 1944 war Walter Strazim (1887–1969), Dompfarrer der 2. Domgemeinde seit 1934. Sein Kollege, der Domprediger der 1. Domgemeinde Ernst Bronisch-Holtze, kam am 20. Juli 1944 unter noch ungeklärten Umständen in Gestapohaft ums Leben, nachdem er wegen „fortlaufendem und vorsätzlichem Abhören von Feindsendern“ festgenommen worden war. Bis zum Ende des Doms verblieb deshalb nur noch ein Prediger.